# Rosso Conero

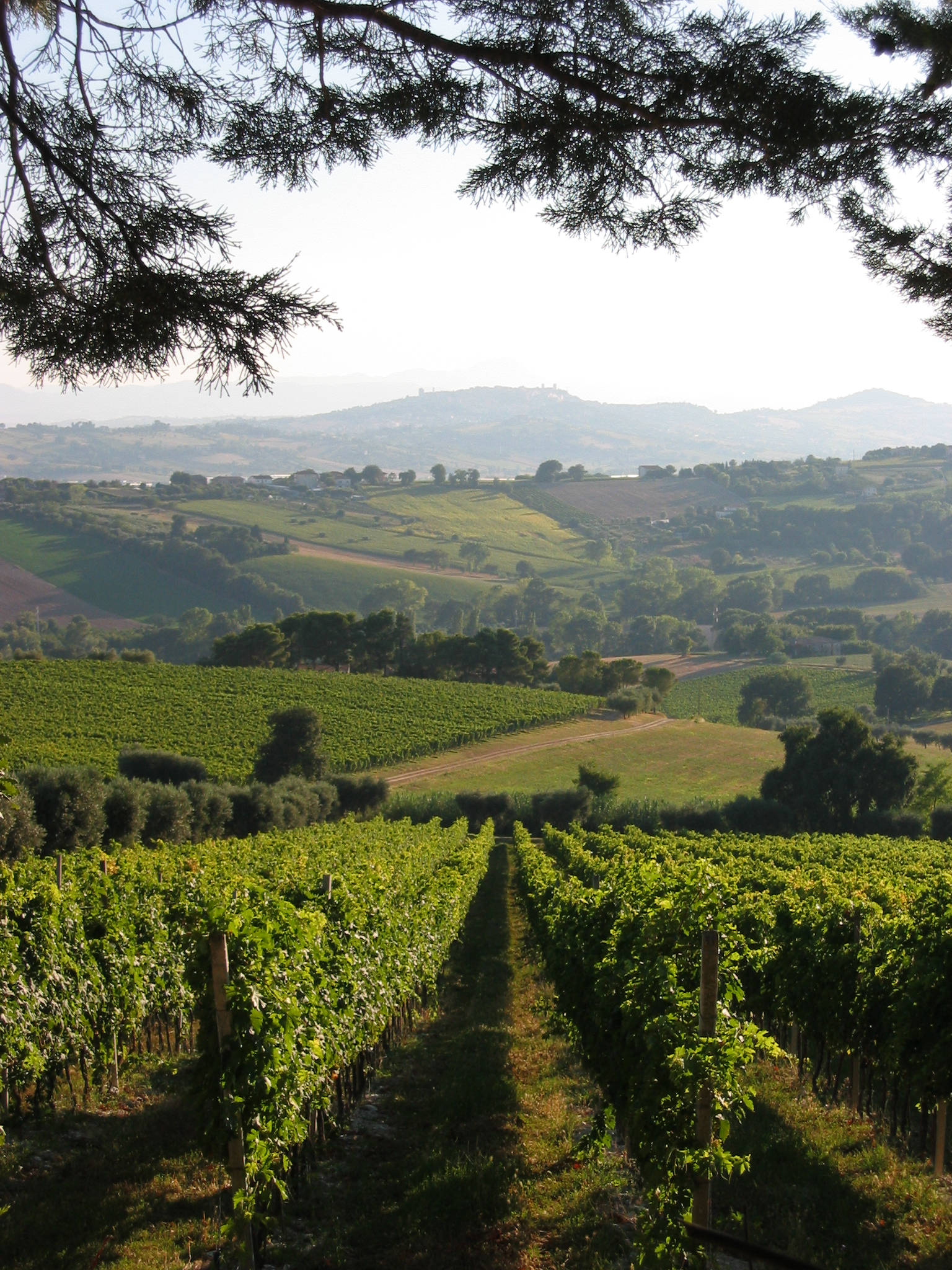
Vigneto utilizzato per la produzione del Rosso Conero

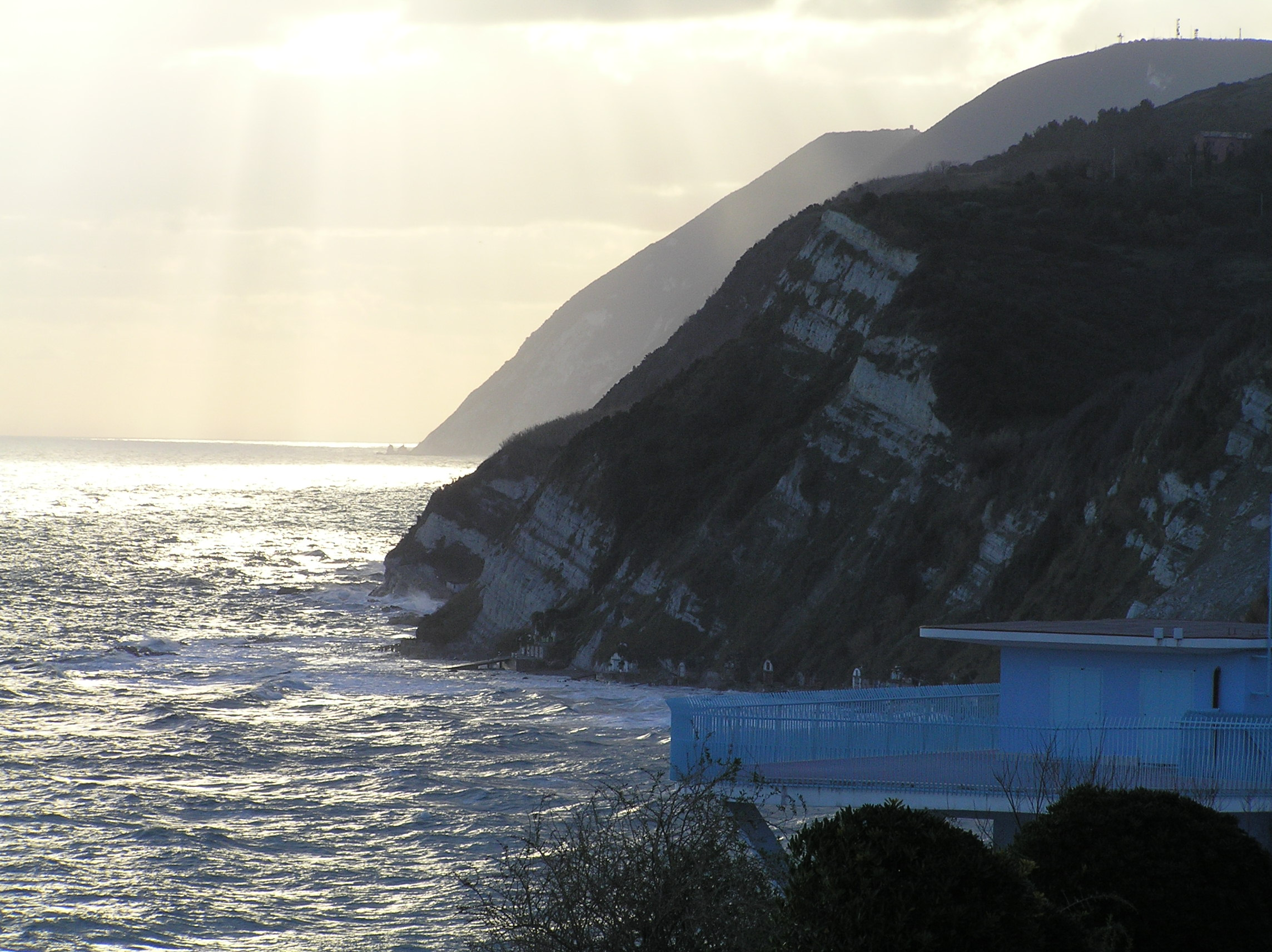
Monte Conero visto da Ancona

Il Rosso Conero è un vino DOC la cui produzione è consentita nella zona di Monte Cònero, promontorio situato a metà della costa adriatica italiana. Per produrre il Rosso Conero si utilizza il vitigno Montepulciano, puro o con l’aggiunta di Sangiovese per un massimo del 15%.
Il vino è prodotto nei quattro comuni della Riviera del Conero: Ancona, Camerano, Sirolo e Numana, ma anche in altri tre situati negli immediati dintorni: Offagna e parte di quelli di Castelfidardo e di Osimo. Sono tutti collegati dalla "strada del Rosso Conero".
I primi documenti che parlano di vini prodotti nella zona del Conero risalgono all'antichità. In epoca greca, Strabone, il celebre geografo e storico, parlando della colonia greca Ankón, oggi Ancona, la definisce "σφόδρα δ'εὔοινός" (sfódra d'eyoinόs), ossia "produttrice di vino buono e abbondante".

## Storia
I vini del Conero sono noti sin dall'antichità, come prova il passo già citato del greco Strabone.
Anche in età romana i vini del Conero erano noti. Plinio il vecchio scrive, nella sua Naturalis Historia, che sul mare Adriatico si può citare, fra gli altri, il vino Pretoriano prodotto nella zona di Ancona. Inoltre, il celebre gastronomo, cuoco e scrittore dell'antica Roma, Marco Gavio Apicio, ricorda un vino anconitanum, rosso e corposo.
Nel Rinascimento, parla dei vini del Conero Andrea Bacci, nel monumentale trattato sui vini De naturali vinorum historia.
Il Vino DOC Rosso Conero ha ottenuto il riconoscimento della Denominazione di Origine Controllata in data 21 luglio 1967.
Nel 1967, insieme al Rosso Conero DOC, fu riconosciuto anche il "Rosso Conero riserva" DOC , poi confermato nel 1977; si trattava di un vino Rosso Conero prodotto con un disciplinare più severo e dunque di maggior qualità.
A partire dall'annata 2004, il "Rosso Conero riserva" DOC ha cambiato denominazione e disciplinare, sottomettendosi alla più rigida legislazione che regola le DOCG (Denominazioni ad Origine Controllata e Garantita) in cui vengono stabilite rese massime per ettaro, tempi di affinamento ed uvaggi oltre a standard dei valori chimici dalla qualità più elevata. Quello che fino all'annata 2003 era stato imbottigliato come Rosso Conero DOC Riserva, a partire dall'annata 2004 fu denominato "Conero DOCG"; dopo invecchiamento ed affinamento, fu immesso sul mercato a partire dal 2008.
Esistono quindi ora due prodotti figli della stessa zona di produzione vinicola: il Rosso Conero DOC e il Conero DOCG.
La decisione ricalca modelli adottati in altre zone vinicole; similmente infatti avviene per il Brunello ed il Rosso di Montalcino, Il Vino Nobile di Montepulciano ed il Rosso di Montepulciano, il Sagrantino ed il Montefalco Rosso: in tutti questi casi, come per il Conero, nella stessa area DOC vinicola vengono prodotti due vini differenti: una versione più semplice ed economicamente abbordabile ed una versione più elaborata, complessa e qualitativamente superiore che ha il compito di esprimerne al massimo le potenzialità e la tipicità di quell'area delimitata.

## Abbinamenti consigliati
Nei primi sei anni di stagionatura:
- primi piatti di pasta fresca ripiena (cappelletti, tortellini, agnolotti, ravioli), conditi con salse rosse, anche di carne;
- stoccafisso all'anconitana[2];
- pietanze succulente a base di carni bianche come il pollame arrosto;
- formaggi di media stagionatura;
- piatti più profumati ed aromatici

Oltre i sei anni di stagionatura:
- pappardelle al cinghiale e altri primi di carne molto saporiti;
- bistecche alla brace;
- stufati, brasati, cacciagione o selvaggina.

## Caratteristiche organolettiche
- colore: rosso rubino intenso ed impenetrabile con forti sfumature violacee dovute alla forte presenza di antociani nella buccia.
- odore: tipici sono i sentori di ciliegia selvatica, prugna e frutti di bosco a cui seguono evidenti la liquirizia, il cuoio ed il tabacco. Il finale può rivelare note speziate e minerali a seconda dei terreni di provenienza.
- sapore: fortemente fruttato, ricco di sfumature e caratterizzato da un lungo e persistente retrogusto. Tipiche sono le note di ciliegia selvatica, prugna, mora, frutti di bosco a cui seguono la liquirizia, il cuoio ed il tabacco (anche nelle versioni non affinate in legno). I tannini sono sempre molto presenti perché l'uva ne è ricca ed è alquanto difficile trovarne di ben maturi ed aromaticamente completi perché la loro maturazione non coincide quasi mai con quella zuccherinna (il Montepulciano è un vitigno a maturazione tardiva che si vendemmia dalla fine di settembre nelle annate calde fino alla fine di ottobre in quelle fredde e nell'entroterra). Il finale può proporre l'amarena, il fico secco, note speziate di pepe nero ed erbe aromatiche o sfumature minerali e salmastre. Sono determinanti i terreni da cui provengono le uve, la distanza dalla costa e l'eventuale aggiunta di uve diverse da quella montepulciano che ne determina comunque la tipicità.

## Produzione
Stagione e volume in ettolitri
- 1990/91: hl 16099,05
- 1991/92: hl 18463,0
- 1992/93: hl 19711,05
- 1993/94: hl 17128,0
- 1994/95: hl 14479,0
- 1995/96: hl 9928,01

## Feste
A Camerano e a Varano si tengono due note feste del Rosso Conero, nel mese di settembre.